# Li Yan (Shorttrackerin)
Li Yan (chinesisch 李琰, Pinyin Lǐ Yǎn; * 1966 oder 1968 in Dalian, Liaoning, oder in Mudanjiang, Heilongjiang) ist eine ehemalige chinesische Shorttrack-Läuferin und spätere -Trainerin.
Li gehörte von 1987 bis 1994 dem chinesischen Nationalkader an. Als aktive Sportlerin gewann sie eine olympische Silbermedaille über 500 Meter bei den Winterspielen 1992 und zudem drei Medaillen bei den Winterspielen 1988, als Shorttrack olympische Demonstrationssportart war. Nach einer mehrjährigen Auszeit vom Leistungssport trainierte sie zwischen 2000 und 2006 zunächst das slowakische und das US-amerikanische Shorttrack-Nationalteam, ehe sie nach China zurückkehrte und dort bis 2019 über drei Olympiaden die Athleten des Nationalkaders ihres Heimatlandes betreute. Im November 2021 wurde sie erneut auf diesen Posten berufen. Zu den von Li trainierten Sportlern gehörten die Olympiasieger Apolo Anton Ohno und Wang Meng.

## Werdegang

### Aktive Sportlerin
Li Yan wuchs in der nordostchinesischen Provinz Heilongjiang in Baoquanling nahe der Stadt Jiamusi auf. Im Winter 1979 entdeckte sie der Jugend-Eisschnelllauftrainer He Peicheng und holte sie an die Hejiang-Sportschule in Jiamusi, wo sie die folgenden drei Jahre Eisschnelllauf trainierte, ehe sie nach Mudanjiang und zum Shorttrack wechselte. Bei einem Sturz im Frühjahr 1984 verletzte sie sich schwer an ihrem linken Bein. Ein Jahr später kehrte sie ins Training zurück. Nach Erfolgen im Juniorenbereich auf nationaler Ebene stieg Li 1987 in das chinesische Shorttrack-Nationalteam auf. Sie belegte bei ihrer ersten Weltmeisterschafts-Teilnahme im gleichen Winter als 23. der Mehrkampfwertung einen Platz im Mittelfeld.
Bei den Olympischen Winterspielen 1988 in Calgary gehörte Shorttrack als Demonstrationssportart erstmals zum olympischen Programm. Li gewann das 1000-Meter-Rennen in Weltrekordzeit vor der Kanadierin Sylvie Daigle und belegte den dritten Rang über 500 Meter und 1500 Meter. Vier Jahre später erhielt Shorttrack offiziellen Status als olympische Sportart bei den Winterspielen 1992 in Albertville. Dort gewann Li am 20. Februar die Silbermedaille über 500 Meter. Im Sprint um Gold unterlag sie um vier Hundertstelsekunden der US-Amerikanerin Cathy Turner. Wenige Tage nach zwei zweiten Plätzen der Eisschnellläuferin Ye Qiaobo war Li die zweite chinesische Sportlerin, die eine Medaille bei Olympischen Winterspielen gewann. Im April 1992 wurde sie Vize-Weltmeisterin im Mehrkampf hinter der Südkoreanerin Kim So-hee.
Bei den Weltmeisterschaften 1993 gewann Li eine weitere WM-Silbermedaille mit der chinesischen Staffel, mit der sie bereits bei den Welttitelkämpfen 1988 auf den Bronzerang gelaufen war und bei den Winter-Asienspielen 1990 gesiegt hatte. 1994 trat sie aus dem Nationalteam zurück und beendete ihre aktive Karriere. Sie studierte an der Universität für Finanz- und Wirtschaftswissenschaften Nordostchinas in Dalian und nahm nach ihrem Studienabschluss vorübergehend eine Stelle in der örtlichen Steuerbehörde an. Später erklärte sie in einem Interview, sie habe diese Jahre der Ruhe fernab des Leistungssports genossen, nach einer Weile aber das Gefühl gehabt, ihr fehle eine Herausforderung.

### Trainerin im Ausland (2000 bis 2006)
Das Shorttrack-Team der Slowakei – das erst seit Ende der 1990er-Jahre existierte und bis dahin keine größeren Erfolge erreicht hatte – engagierte Li Yan 2000 als Trainerin. Unter ihrer Anleitung belegte Matúš Užák den sechsten Rang im Mehrkampf bei den Europameisterschaften 2002 in Grenoble und qualifizierte sich für die olympischen Shorttrack-Wettkämpfe 2002 in Salt Lake City. 
Im Januar 2003 wechselte Li in die Vereinigten Staaten, wo sie der nationale Verband US Speedskating wenige Monate später zur Shorttrack-Nationaltrainerin, zuständig für die Männer und für die Frauen, beförderte. Während Lis Zeit als Nationaltrainerin entschied der erfolgreichste US-Shorttracker Apolo Anton Ohno den Mehrkampf-Gesamtweltcup 2004/05 für sich, wurde 2005 in Peking 1000-Meter-Weltmeister und gewann 2006 in Turin drei olympische Medaillen, darunter Gold über 500 Meter. In seiner 2010 erschienenen Autobiographie beschrieb Ohno – der gleichzeitig mit einem Privattrainer zusammenarbeitete – Li als ausgesprochen willensstarke Trainerin mit klaren Vorstellungen davon, welche Übungen die Sportler durchführen sollten. Teilweise habe er ihr zugestimmt, teilweise andere Ansichten gehabt, er respektierte aber ihre Erfahrung. Michael Kooreman beschrieb 2011 rückblickend auf seine Zeit im US-Kader unter Li ein hartes Trainingsregiment aus „stundenlange[n] Sprungtrainingseinheiten“ und sich stetig wiederholenden Drei-Minuten-Intervallen, das darauf ausgelegt gewesen sei, schwächere Athleten auszusortieren.

### Chinesische Nationaltrainerin und Sportfunktionärin (seit 2006)
2006 kehrte Li nach China zurück und übernahm dort als Nationaltrainerin die Vorbereitung des Shorttrack-Teams auf die Olympischen Winterspiele 2010 in Vancouver. Führende chinesische Shorttrackerin der späten 2000er-Jahre war nach den Rücktritten mehrerer etablierter Athleten die junge Wang Meng. Wang kritisierte Li im Rahmen der Winter-Asienspiele 2007 offen und warf ihr einen Mangel an taktischen Hilfestellungen vor. Die Verbandsleitung suspendierte die Athletin für den Rest der Saison aus dem Nationalkader. Das Verhältnis von Li und Wang verbesserte sich in den folgenden Jahren deutlich: In Vancouver wurde Wang dreifache Olympiasiegerin und machte nach ihrem 500-Meter-Sieg einen Kotau vor Li. Sie dankte ihrer Trainerin gemäß einer Xinhua-Pressemitteilung dafür, ihr die Kontrolle eines Sprintrennens beigebracht zu haben. Gegenüber der Beijing Rundschau sagte Wang im März 2010, sie sei anfänglich enttäuscht gewesen, dass Li sich im Training nicht mehr um sie gekümmert habe. Als sie nach ihrer Suspendierung ins Team zurückkehrte, erklärte Li sie zur Mannschaftskapitänin und es kam zur Versöhnung. Neben Wang Meng wurde auch Zhou Yang Einzel-Olympiasiegerin in Vancouver (über 1500 Meter), wodurch die chinesischen Frauen 2010 alle vier möglichen Shorttrack-Goldmedaillen gewannen.
Li Yan behielt ihre Position als Betreuerin des chinesischen Shorttrack-Nationalkaders durchgängig bis Mai 2019. Bei den Winterspielen 2014 in Sotschi und 2018 in Pyeongchang gewannen Li Jianrou, Zhou Yang und Wu Dajing drei weitere olympische Goldmedaillen für das Team. Ohne Sieg blieben die chinesischen Sportler bei den Shorttrack-Weltmeisterschaften 2019, woraufhin das nationale Wintersport-Verwaltungszentrum – mit Blick auf die Winterspiele 2022 in Peking – die gesamte Kaderstruktur änderte: Die Trainingsgruppe der Shorttracker wurde mit dem Team der Eisschnellläufer zusammengelegt und die Leitung der vereinigten Mannschaft der 2014 zurückgetretenen Wang Meng übertragen, während Li den Vorsitz des nationalen Eislaufverbandes übernahm. Wang verlor ihren Posten bereits ein knappes Jahr später wieder. Es kam in der Folge zu mehreren aufeinanderfolgenden personellen Wechseln im chinesischen Shorttrackteam. Im November 2021 wurde Li erneut als Nationaltrainerin – diesmal zuständig für Eisschnelllauf und Shorttrack – eingesetzt.

## Persönliches
1995 heiratete Li Yan den Biathleten Tang Guoliang, der ebenfalls an den Olympischen Winterspielen 1992 teilgenommen hatte. Während ihrer Zeit in den Vereinigten Staaten wurde Li Mutter einer Tochter und wandte sich wie auch ihr Ehemann dem christlichen Glauben zu. In einem Videoporträt für Athletes in Action aus dem Jahr 2016 betonte sie, ein gemeinsames Gebet mit ihrem Pastor in Colorado Springs 2007 habe ihre Herangehensweise an die Trainingsarbeit verändert: Nach ihrer Rückkehr nach China habe sie aktiver mit den von ihr betreuten Athleten kommuniziert und sich zum Ziel gesetzt, auch Ansprechpartnerin in schwierigen Situationen zu sein. Das habe zur Verbesserung der Resultate geführt.